# Chrysocharis vonones
Chrysocharis vonones är en stekelart som först beskrevs av Walker 1839.  Chrysocharis vonones ingår i släktet Chrysocharis och familjen finglanssteklar. Inga underarter finns listade i Catalogue of Life.